# Kaiser Motors

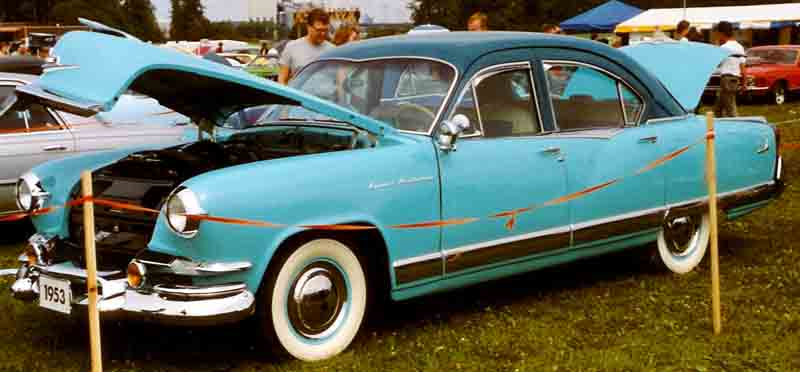
Kaiser Manhattan 1953

Kaiser var ett amerikanskt bilmärke som tillverkades av Kaiser-Frazer Corporation i Willow Run, Michigan mellan 1946 och 1955.

## Historik

### 1946-1955
Företaget Kaiser-Frazer Corporation bildades av Henry J. Kaiser, en känd industriman som under andra världskriget tillverkade och sjösatte flera av de så kallade Libertyfartygen, och Joseph W. Frazer från Graham-Paige. Avsikten var att bygga en bil som skulle vara så billig att den kunde köpas av den vanlige amerikanen. Verkligheten hann upp herrarna och resultatet blev bilar i mellanklassen på grund av att kostnaderna inte gick att hålla stången. Man beräknar att cirka 800 000 bilar av märkena Kaiser och Frazer tillverkades. Skillnaden mellan de båda märkena av samma årgång var ofta inte större än olika kylarmaskeringar. Bilarna monterades i bland annat Haifa i Israel, dessutom tillverkade man en bil med kaross i glasfiber under namnet Kaiser Darrin som är ett riktigt samlarobjekt idag, eftersom den var den första bilen som man kunde köpa med glasfiberkaross.
År 1953 köpte Kaiser Willys-Overland och bildade Kaiser-Willys Corp. År 1955 lade Kaiser ned sin egen biltillverkning i Willow Run. Fabriken omvandlades till flygplansfabrik och man tillverkade Fairchild fraktflygplan, som C-119 Flying Boxcar.

### 1956-1970

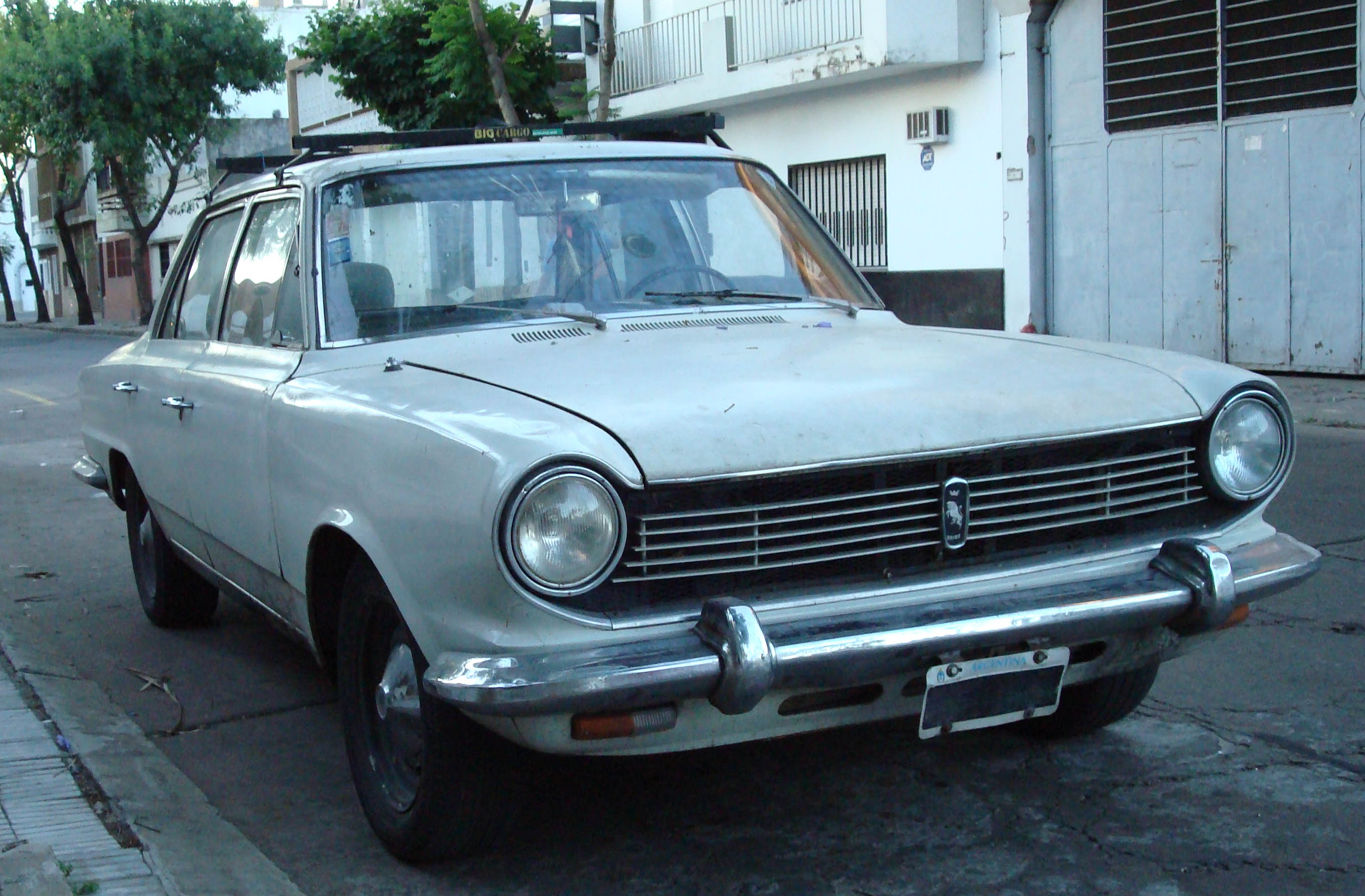
IKA Torino.

Efter 1955 flyttade Kaisertillverkningen av Manhattan-modellen till Argentina, där man startade Industrias Kaiser Argentina, i nära samarbete med argentinska staten. Bilen såldes under namnet Kaiser Carabela fram till 1962. Därefter licenstillverkades bilar från Rambler. I Argentina tillverkades också mindre europeiska bilar, som Alfa Romeo 1900 och Renault Dauphine. År 1970 övertogs Det argentinska flretagey av Renault.
I USA koncentrerade Kaiser-Willys sig på att bygga olika varianter av Jeep i Toledo, Ohio efter 1955. År 1963 bytte företaget namn till Kaiser-Jeep Corp. År 1964 övertogs Studebakers tillverkning av militära fordon i företaget AM General, i samband med att Studebaker lämnade USA. År 1970 gav Kaiser upp biltillverkningen och sålde Kaiser-Jeep till American Motors Corporation.